# غراهام غيلمور
غراهام غيلمور، (1885-1912)، أحد رواد الطيران في بريطانيا، اشتهر بتقديم عروض طيران مرتجلة للجمهور. قتل في 17 شباط 1912 عندما ظهر في طائرته من نوع مارتين سايد مشكلة في الهيكل وتحطمت في ريتشموند بارك.

## عن حياته
ولد غيلمور في بلاكهيث، لندن في كينت في 5 آذار (مارس) 1885، وهو ابن ديفيد غيلمور ومارغريت جين. تلقى تعليمه كمهندس في كلية كليف.
بدء التدريب العملي في الهندسة في ألينز في بيدفورد منذ 1905 حتى 1907 ومن ثم انتقل إلى شركة آدامز موتورز حيث تخصص في محركات الاحتراق الداخلي.
اما عن وفاته في حوالي الساعة 11 صباحًا بتاريخ 17 فبراير من عام 1912 ، غادر جيلمور من بروكلاندز ليقوم برحلة تجريبية عبر الريف في طائرة من طراز مارتن هانداسايد، وأثناء التحليق فوق حديقة الغزلان القديمة في ريتشموند - انجلترا على ارتفاع يبلغ حوالي 400 قدم ، تعرضت الطائرة لفشل هيكلي مما أدى إلى تحطمها ووفاة جيلمور على الفور. وأفاد شهود العيان بأن الجناح الأيسر للطائرة قد انطوى في منتصف الجو، على الرغم من أن فحص الحطام كشف عن سلامة جميع أسلاك التثبيت ولكن يُعتقد أن الحادث ربما كان ناتجًا عن وجود جيب هوائي قد واجهه جيلمور اثناء الطيران ، حيث واجه طيارون آخرون ظروفًا مماثلة في ذلك اليوم.{4}